# Lijst van personen uit Waver
Dit is een alfabetische lijst van personen uit Waver. Het gaat om personen die in de Belgische plaats/gemeente Waver zijn geboren.

## Geboren
- Olivier Joseph Eugène Baudot (1855-1885), violist
- Theodore Berthels (1765-1843), arts en politicus
- Georges Bohy (1897-1972), politicus
- Maurice Carême (1899-1978), schrijver en dichter
- Théophile Gollier (1878-1954), politicus
- Jean-Baptiste Junion (1890-1956), politicus
- Henri Lannoy (1815-1885), componist, muziekpedagoog en dirigent
- Prosper Renard (1832-1906), kunstverzamelaar
- Georges Van Coningsloo (1940-2002), wielrenner

Brussel:
Anderlecht
Brussels Hoofdstedelijk Gewest · 
Etterbeek · 
Ukkel

Vlaanderen:
Aalst · 
Antwerpen · 
Brugge ·
Geel · 
Genk · 
Gent · 
Hasselt ·  
Ieper · 
Kortrijk · 
Leuven · 
Lichtervelde · 
Lier · 
Lokeren · 
Mechelen · 
Oostende · 
Oudenaarde · 
Poperinge · 
Roeselare ·
Sint-Niklaas ·  
Sint-Truiden · 
Tienen · 
Tongeren · 
Turnhout · 
Vilvoorde

Wallonië: 
Aarlen · 
Charleroi ·  
Doornik ·  
Luik · 
Moeskroen ·  
Namen · 
Verviers · 
Waver